# Antonín Carvan
Antonín Carvan (Praga, 15 maggio 1901 – 1º novembre 1959) è stato un calciatore cecoslovacco, di ruolo difensore.

## Carriera

### Club
Ha giocato per anni in patria, trasferendosi nel 1933 in Francia, giocando nella massima divisione nazionale.

### Nazionale
Esordisce il 28 settembre 1924 contro la Jugoslavia (0-2).

## Palmarès

### Club

#### Competizioni nazionali
- Campionato cecoslovacco: 1

Sparta Praga: 1927